# ひろみの旅
『ひろみの旅』（ひろみのたび）は、日本のアイドル歌手・郷ひろみが1975年6月21日にCBS・ソニーレコードから発売した5枚目のオリジナルアルバムである。

## 内容
前作『郷ひろみデラックス』から約3週間ぶり、オリジナルアルバムとしては『ひろみの朝・昼・晩』から約1年ぶり、ジャニーズ事務所を退所しバーニングプロダクション移籍後の初の作品。
前半は『郷ひろみデラックス』に先んじて収録された既発シングル、後半はカバー曲で構成おり、カバー曲では新御三家の楽曲も収録されている。
オリコンチャート初登場7位を獲得。デビューから7作連続トップ10入りを果たした。
1991年9月15日にはCD規格で再発された。

## 収録曲

### LP盤
| 全作曲: 筒美京平。 |                           |            |            |            |      |
| #                  | タイトル                  | 作詞       | 作曲・編曲 | 編曲       | 時間 |
| 1.                 | 「花のように 鳥のように」 | 石坂まさを | 筒美京平   | 筒美京平   | 2:59 |
| 2.                 | 「よろしく哀愁」          | 安井かずみ | 筒美京平   | 森岡賢一郎 | 2:57 |
| 3.                 | 「ふりむいた君」          | 有馬三恵子 | 筒美京平   | 森岡賢一郎 | 2:39 |
| 4.                 | 「セーターに愛をこめて」  | 安井かずみ | 筒美京平   | 森岡賢一郎 | 3:17 |
| 5.                 | 「五月の恋人たち」        | 石坂まさを | 筒美京平   | 高田弘     | 2:55 |
| 6.                 | 「わるい誘惑」            | 有馬三恵子 | 筒美京平   | 森岡賢一郎 | 3:06 |
| 合計時間:          | 合計時間:                 | 合計時間:  | 合計時間:  | 17:53      |      |

| 全作曲: 筒美京平。 |                                |            |            |          |      |
| #                  | タイトル                       | 作詞       | 作曲・編曲 | 編曲     | 時間 |
| 1.                 | 「ダンシング・セブンティーン」 | 橋本淳     | 筒美京平   | 筒美京平 | 2:17 |
| 2.                 | 「青いリンゴ」                 | 橋本淳     | 筒美京平   | 高田弘   | 3:02 |
| 3.                 | 「愛すべき僕たちへ」           | 橋本淳     | 筒美京平   | 小谷充   | 3:02 |
| 4.                 | 「夜汽車よ故郷へ」             | 橋本淳     | 筒美京平   | 筒美京平 | 3:31 |
| 5.                 | 「恋する季節」                 | 麻生たかし | 筒美京平   | 高田弘   | 2:33 |
| 6.                 | 「サンゴ礁の娘」               | 阿久悠     | 筒美京平   | 筒美京平 | 3:39 |
| 合計時間:          | 合計時間:                      | 合計時間:  | 合計時間:  | 18:04    |      |

### CD盤
| 全作曲: 筒美京平。 |                                |            |            |            |      |
| #                  | タイトル                       | 作詞       | 作曲・編曲 | 編曲       | 時間 |
| 1.                 | 「花のように 鳥のように」      | 石坂まさを | 筒美京平   | 筒美京平   | 2:59 |
| 2.                 | 「よろしく哀愁」               | 安井かずみ | 筒美京平   | 森岡賢一郎 | 2:57 |
| 3.                 | 「ふりむいた君」               | 有馬三恵子 | 筒美京平   | 森岡賢一郎 | 2:39 |
| 4.                 | 「セーターに愛をこめて」       | 安井かずみ | 筒美京平   | 森岡賢一郎 | 3:17 |
| 5.                 | 「五月の恋人たち」             | 石坂まさを | 筒美京平   | 高田弘     | 2:55 |
| 6.                 | 「わるい誘惑」                 | 有馬三恵子 | 筒美京平   | 森岡賢一郎 | 3:06 |
| 7.                 | 「ダンシング・セブンティーン」 | 橋本淳     | 筒美京平   | 筒美京平   | 2:17 |
| 8.                 | 「青いリンゴ」                 | 橋本淳     | 筒美京平   | 高田弘     | 3:02 |
| 9.                 | 「愛すべき僕たちへ」           | 橋本淳     | 筒美京平   | 小谷充     | 3:02 |
| 10.                | 「夜汽車よ故郷へ」             | 橋本淳     | 筒美京平   | 筒美京平   | 3:31 |
| 11.                | 「恋する季節」                 | 麻生たかし | 筒美京平   | 高田弘     | 2:33 |
| 12.                | 「サンゴ礁の娘」               | 阿久悠     | 筒美京平   | 筒美京平   | 3:39 |
| 合計時間:          | 合計時間:                      | 合計時間:  | 合計時間:  | 35:57      |      |

### 解説
「花のように 鳥のように」
12thシングルの表題曲。
「よろしく哀愁」
10thシングルの表題曲。
「ふりむいた君」
11thシングルのカップリング曲。
「セーターに愛をこめて」
10thシングルのカップリング曲。
「五月の恋人たち」
12thシングルのカップリング曲。
「わるい誘惑」
11thシングルの表題曲。
「ダンシング・セブンティーン
オックスの同名曲のカバー。
「青いリンゴ」
野口五郎の同名曲のカバー。
「愛すべき僕たち」
ビリーバンバンの同名曲のカバー。
「夜汽車よ故郷へ」
つなき&みどりの同名曲のカバー。
「恋する季節」
西城秀樹の同名曲のカバー。
「サンゴ礁の娘」
マモル・マヌーの同名曲のカバー。

## タイアップ
- NET系列ドラマ『ちょっとしあわせ』主題歌 (#2)